# Artem Harutyunyan
Artem Harutyunyan –en armenio, Արտեմ Հարությունյան– (Ereván, URSS, 13 de agosto de 1990) es un deportista alemán, de origen armenio, que compite en boxeo.
Participó en los Juegos Olímpicos de Río de Janeiro 2016, obteniendo una medalla de bronce en el peso superligero. Ganó una medalla de bronce en el Campeonato Europeo de Boxeo Aficionado de 2013, en el mismo peso.

## Palmarés internacional
| Juegos Olímpicos   | Juegos Olímpicos        | Juegos Olímpicos  | Juegos Olímpicos |
| Año                | Lugar                   | Medalla           | Categoría        |
| ------------------ | ----------------------- | ----------------- | ---------------- |
| 2016               | Río de Janeiro (Brasil) | Medalla de bronce | 64 kg            |
| Campeonato Europeo |                         |                   |                  |
| Año                | Lugar                   | Medalla           | Categoría        |
| 2013               | Minsk (Bielorrusia)     | Medalla de bronce | 64 kg            |